# Hi and Lois
Hi and Lois ist ein US-amerikanischer Comic-Strip, der seit 1954 erscheint. Er entstand als Ableger des Strips Beetle Bailey.

## Handlung
Der Angestellte Hiram (Hi) Flagston hat zusammen mit seiner Frau Lois vier Kinder: den Ältesten Chip, die Zwillinge Ditto und Dot sowie die kleine Trixie. Während Hi als Vertriebs-Manager bei Foofram Industries arbeitet, kümmert sich die Hausfrau Lois um die Kinder. Ab den 1980er-Jahren hat Lois zudem eine Beschäftigung als Immobilienmaklerin. Bei Hi and Lois handelt es sich um einen Familienstrip, der mit einer täglichen Pointe endet. Mit Ausnahme von Chip, der sich im Laufe der Jahre von einem Achtjährigen in einen fünfzehnjährigen Teenager gewandelt hat, altern die Figuren nicht.

## Zeichner, Autoren und Veröffentlichung
Ihren ersten Auftritt hatten Hi und Lois in der ersten Hälfte der 1950er-Jahre als Schwager und Schwester der Titelfigur von Beetle Bailey. Als eigenständiger daily strip erschien Hi and Lois zum ersten Mal am 18. Oktober 1954, die erste Sonntagsseite wurde knapp zwei Jahre später am 14. Oktober 1956 veröffentlicht. Schöpfer und ursprünglicher Autor des Strips war Mort Walker, die ursprüngliche zeichnerische Umsetzung erfolgte durch Dik Browne. Als Assistent von Walker inkte Jerry Dumas den Strip. Nach Rückzug der Ursprungsschaffenden übernahmen Brian und Greg Walker, Chance (Bob) Browne sowie Eric Reaves den Comic.
In Deutschland erschien Hi and Lois beim Ehapa Verlag unter dem Titel Die Pfifferlinge. In Italien wurde die Serie unter den Titeln Pippo e Lalla, Ciccibum und La famiglia De' Guai veröffentlicht.

## Auszeichnungen
Für Hi and Lois erhielt Dik Browne 1962 den Reuben Award. Darüber hinaus erhielt Browne in den Jahren 1959, 1960, 1972 und 1977 die Auszeichnung für „Newspaper Comic Strips“ der „National Cartoonists Society“.